# Vatinska kultura
Vatinska kultura je kultura srednjega brončanoga doba raširena u Banatu (Vatin, Vršac, Židovar, Omoljica), Srijemu (Gomolova), južnoj Bačkoj i sjevernoj Srbiji. Dijeli se na tri razvojne faze, od kojih posljednja označava početak kasnoga brončanoga doba. Naselja su smještana na obalama rijeka i na brežuljcima, a stambeni su objekti poluzemunice i nadzemne kuće s temeljem od kamena i drvenom gornjom konstrukcijom. Pokojnici su spaljivani s odjećom i nakitom, a njihovi ostatci polagani u žare. Među keramičkim posudama ističu se karakteristični oštro profilirani vrčevi s jednom ili dvjema ručkama koje nadvisuju obod. Zanimljive su i posude u obliku životinja (svinja, ptica). Predmeti od kosti (ručke alata, šila, dijelovi konjske opreme) bogato su ukrašeni spiralnim i kružnim motivima. Posebice su brojni izradci od bronce (plosnate sjekire i sjekire s cjevastim produžetkom za držak, trokutasti bodeži, različiti tipovi ukrasnih igala, narukvice, prstenje, privjesci, puceta i aplike za odjeću). Za izradbu nakita koristili su i zlato.
Srednje brončano doba u sjevernoj Hrvatskoj obilježeno je vatinskom kulturom u Sotinu, Vukovaru, Vinkovcima (iskopine kod zgrada NaMe i banke)